# Nodaria superior
Nodaria superior är en fjärilsart som beskrevs av Louis Beethoven Prout 1929. Nodaria superior ingår i släktet Nodaria och familjen nattflyn. Inga underarter finns listade i Catalogue of Life.